# Kyle Casciaro
Kyle Casciaro (Gibraltar, 12 de marzo de 1987) es un futbolista gibralteño. Juega como delantero y su equipo es el Lynx F. C. de la Liga Nacional de Gibraltar.

## Clubes
| Club                          | País      | Año       |
| ----------------------------- | --------- | --------- |
| Lincoln Red Imps F. C.        | Gibraltar | 2010-2019 |
| F. C. Olympique 13 (préstamo) | Gibraltar | 2018      |
| St. Joseph's F. C.            | Gibraltar | 2019-2020 |
| Lincoln Red Imps F. C.        | Gibraltar | 2020-2021 |
| F. C. Bruno's Magpies         | Gibraltar | 2021-2024 |
| Lynx F. C.                    | Gibraltar | 2024-     |

## Selección nacional
Ha sido internacional con la selección de fútbol de Gibraltar en 26 ocasiones y ha marcado 1 gol contra la selección de fútbol de Malta el cual lo marcó el 4 de junio de 2014. A pesar de ello, ese gol será recordado para siempre en su país, puesto que supuso la primera victoria que consiguió la selección de Gibraltar en su historia después de haber sido reconocida oficialmente por la UEFA el 24 de mayo de 2013. Debutó en la selección el 30 de junio de 2011 en los Juegos de las Islas de 2011 contra la selección de fútbol de Saaremaa, al ganar 4-0.

## Palmarés

### Campeonatos nacionales
| Título                    | Club                   | País      | Año     |
| ------------------------- | ---------------------- | --------- | ------- |
| Supercopa Gibralteña      | Lincoln Red Imps F. C. | Gibraltar | 2010    |
| Gibraltar Football League | Lincoln Red Imps F. C. | Gibraltar | 2010-11 |
| Rock Cup                  | Lincoln Red Imps F. C. | Gibraltar | 2010-11 |
| Supercopa Gibralteña      | Lincoln Red Imps F. C. | Gibraltar | 2011    |
| Gibraltar Football League | Lincoln Red Imps F. C. | Gibraltar | 2011-12 |
| Gibraltar Football League | Lincoln Red Imps F. C. | Gibraltar | 2012-13 |
| Gibraltar Football League | Lincoln Red Imps F. C. | Gibraltar | 2013-14 |
| Rock Cup                  | Lincoln Red Imps F. C. | Gibraltar | 2013-14 |
| Supercopa Gibralteña      | Lincoln Red Imps F. C. | Gibraltar | 2014    |